# Cases-de-Pène
Cases-de-Pène (katalanisch Cases de Pena) ist ein südfranzösischer Ort und eine Gemeinde mit 978 Einwohnern (Stand 1. Januar 2022) im Département Pyrénées-Orientales in der Region Okzitanien in der historischen Provinz des Roussillon.

## Lage und Klima
Der Ort Cases-de-Pène liegt am Fluss Agly am Südostrand des Corbières-Massifs etwa 16 km (Fahrtstrecke) nordwestlich von Perpignan in einer Höhe von knapp 100 m. Das Klima ist gemäßigt bis warm; Regen (ca. 610 mm/Jahr) fällt überwiegend im Winterhalbjahr.

## Bevölkerungsentwicklung
| Jahr                      | 1800 | 1851 | 1901 | 1954 | 1999 | 2016 |
| Einwohner                 | 140  | 325  | 518  | 432  | 430  | 920  |
| Quelle: Cassini und INSEE |      |      |      |      |      |      |

Der deutliche Bevölkerungsanstieg zu Beginn des 21. Jahrhunderts hängt im Wesentlichen mit der Nähe zum Großraum Perpignan zusammen.

## Wirtschaft
Der Ort und sein Umland sind immer noch in hohem Maße landwirtschaftlich orientiert, wobei die Notwendigkeit und der Wille zur Selbstversorgung nach der Verbesserung der Infrastruktur in der zweiten Hälfte des 20. Jahrhunderts heute nicht mehr existieren. Der Ort hat sich zu einem Weinort gewandelt; die hier produzierten Weine dürfen unter verschiedenen Appellationen vermarktet werden.

## Geschichte
Obwohl die prähistorische Fundstätte von Tautavel nur wenige Kilometer entfernt ist, gehen die Forscher davon aus, dass bis zur Römerzeit keine kontinuierliche Besiedlung der Region stattgefunden hat. Im Hinterland der nur wenige Kilometer entfernten Mittelmeerküste führte seit etwa 120 v. Chr. die ausgebaute und befestigte Via Domitia entlang, die Italien und Südgallien mit den Kolonien auf der Iberischen Halbinsel verband. Römer, Westgoten und selbst die Mauren hinterließen jedoch kaum Spuren. Die Karolinger eroberten im 9. Jahrhundert die Region und errichteten die sogenannte „Spanische Mark“ als Bollwerk gegen die Mauren. Aus dieser Zeit oder wenig später ist für Cases die Existenz einer Burg (Castellum de Pena) belegt.
Im Mittelalter fand eine enorme Aktivität der Orden und Klöster in der Region statt, doch lag deren Schwerpunkt etwas weiter südlich. Von 1276 bis 1344 gehörte die Region zum Königreich Mallorca. Das späte 14. und auch das 15. und 16. Jahrhundert waren unruhige Zeiten, die erst mit dem Pyrenäenfrieden (1659) endeten. Alle zuvor errichteten Festungswerke (so auch die Stadtmauer von Cases) wurden geschleift. Vor allem wegen der neu eingeführten Steuern war die französische Zentralmacht nicht beliebt und so kam es zu mehreren kleineren Volksaufständen.

## Sehenswürdigkeiten

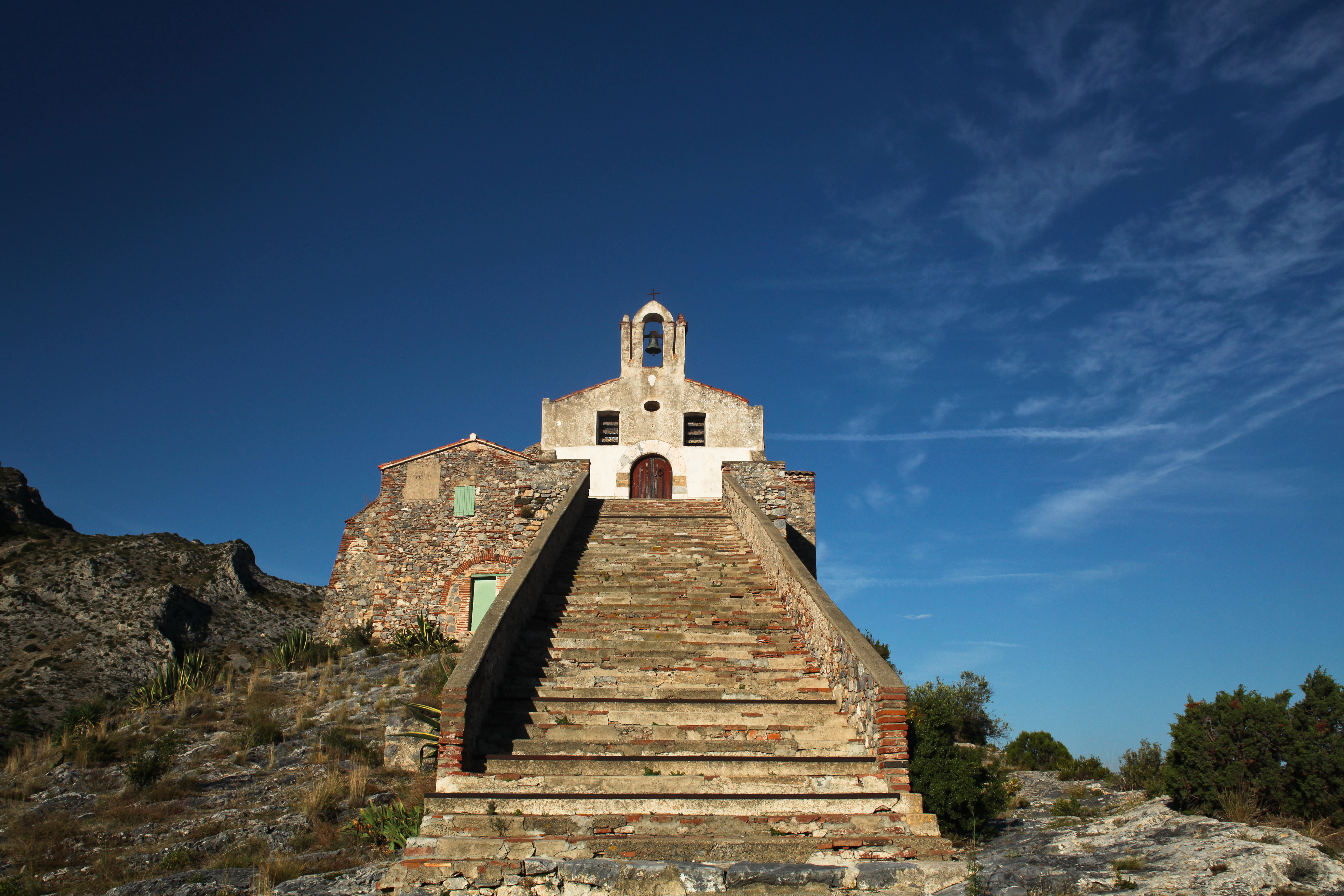
Ermitage Notre-Dame-de-Pène

- Die kleine Pfarrkirche Saint-Pantaléon mit ihrem Glockengiebel aus Ziegelsteinen stammt aus dem 17. Jahrhundert.

Umgebung
- Auf einem 335 m hohen Felsen ungefähr 2 km südwestlich des Ortes befindet sich die im 16. Jahrhundert an der Stelle der ehemaligen Burg erbaute Ermitage Notre-Dame-de-Pène. Den letzten Abschnitt des Aufstiegs bildet eine lange gerade Treppe. Die Kapelle ist als Monument historique anerkannt.[4][5]
- Auf einer 508 m hohen Anhöhe an der nordwestlichen Grenze zur Nachbargemeinde Tautavel erhebt sich der Tour del Far, der wohl in erster Linie als Wachturm und nicht – wie der Name vermuten lässt – als Leuchtturm fungierte.[6]
- Das ruinöse  Kirchlein Sainte-Colombe gehörte einst zum mittlerweile verschwundenen Nachbarort Cavanac; es wird bereits im 11. Jahrhundert erwähnt.